# Hagnagora jamaicensis
Hagnagora jamaicensis är en fjärilsart som beskrevs av William Schaus 1901. Hagnagora jamaicensis ingår i släktet Hagnagora och familjen mätare. Inga underarter finns listade i Catalogue of Life.